# Mordnacht (2024)
Mordnacht ist ein deutscher Fernsehfilm von Friederike Jehn aus dem Jahr 2024. In den Hauptrollen spielen Maximilian Brückner den Verdächtigen in einem Mordfall und Rosalie Thomass die Ermittlerin.

## Handlung
Gabriel Panski ist vor kurzem mit seiner Familie aus Hamburg in seinen Heimatort Heiterstorf gezogen. Da er das Dorf damals recht eigensinnig verlassen hat, macht es ihm die Dorfgemeinschaft nicht leicht und verhöhnt ihn, als er in die Rudermannschaft aufgenommen werden möchte. Nachdem Panski nach einer alkoholreichen Nacht aufwacht und sich nicht mehr an den Vorabend erinnern kann, feiert ihn die Dorfgemeinschaft plötzlich und beschenkt ihn. Er soll den Hamburger Immobilienhai Johann Butz umgebracht haben, der die Dorfbewohner um ihr Geld bringen wollte und der jetzt am Dorfeingangsschild mit völlig zertrümmertem Gesicht aufgehängt wurde. Panski versucht herauszufinden, was in der Nacht wirklich geschehen ist, genauso wie die engagierte Kommissarin Leonie Winter, die ihm auf der Spur ist.
Durch sein Verhalten macht sich Panski immer verdächtiger und liefert Winter weitere Indizien. Deren Ermittlungen in Panskis Vergangenheit liefern keinerlei entlastenden Momente. Da Panski früher Geschäftspartner des Ermordeten Butz gewesen war, welcher später die Firma gewinnbringend verkaufte, hätte Panski ein finanzielles Motiv. Da seine Frau Anna fünf Wochen zuvor mit Butz eine Affäre hatte, könnte laut der Ermittlerin auch Eifersucht im Spiel gewesen sein. Es stellt sich jedoch heraus, dass Panski davon nichts wusste und Butz aus einiger Entfernung erschossen wurde, wozu Panski aufgrund seines Vollrauschs nicht in der Lage gewesen wäre. Panski und Winter beginnen gemeinsam, nach der Wahrheit zu suchen.
Winter findet heraus, dass die den Ruderverein besitzende Familie Gutdorf als einzige im Dorf an Butz verkauft hat, da sie pleite war. Dass Butz das Gelände des Rudervereins mit einem Apartmentbau versehen wollte, hätte den Ruf der Familie und die Dorfgemeinschaft zerstört, was ein starkes Mordmotiv für die Gutdorfs gewesen wäre. Panski findet heraus, dass seine Frau Anna Jugendmeisterin im Schießen war und sich das Gewehr, welches sie benutzt, im Ruderverein befindet. So hätten die Gutdorfs die Möglichkeit, Anna zu belasten. Panski spricht sich mit Anna aus und erzählt ihr von den neuen Erkenntnissen. Um sich zu entlasten, müssen sie den Gutdorfs ein Geständnis entlocken.
Beim Ruderfest versucht Panski, den Sohn der Gutdorfs zum Reden zu bringen, als dessen Mutter Erna plötzlich erscheint und Panski mit dem Gewehr bedroht. Sie macht ihn für ihre Lage verantwortlich und wirft ihm vor, dass er die durch den Mord entstandene Win-win-Situation und seine unerwartete Rehabilitation in der Dorfgemeinschaft nicht genutzt hätte, da er mit der Schuld nicht leben konnte. Als Erna Gutdorf schießen möchte, kann Winters Assistent sie überwältigen. Die Gutdorfs werden festgenommen.

## Produktion
Der Film wurde vom 8. Juni bis zum 4. Juli 2023 in Hamburg und Umgebung gedreht.

## Rezeption

### Kritik
Das Lexikon des internationalen Films vergibt 2 von 5 möglichen Sternen und schreibt: „Eine Krimikomödie mit der Absicht, eine schräge Figurenparade mit schwarzem Humor zu präsentieren, was durch einen Mangel an gelungenen Pointen nur bedingt gelingt. Auch die Darsteller sind teils überfordert mit den luftigen Charakterskizzen.“
Das Team der TV Spielfilm gibt dem Film einen Daumen nach oben und resümiert: „Mordfall mit Humor: clevere Geschichte und skurrile Figuren“. Man verfolge einerseits die engagierte Kommissarin, andererseits den gemobbten Familienvater, der plötzlich im Mittelpunkt der Aufmerksamkeit steht. Hier würde vor allem Maximilian Brückner als sympathischer Chaot überzeugen, welcher glaubhaft durch das Szenario stolpere. Der Film werde nie düster oder ernst, sondern sei „sympathische, leichte Krimikost“.
Volker Bergmeister bewertet den Film bei tittelbach.tv mit insgesamt 4,5 von 6 möglichen Sternen. Die teils absurde Komödie sei voll lakonischem Humor und habe herrlich gezeichnete Typen zu bieten. Regisseurin Friederike Jehn habe Janosch Kosacks Vorlage bestens genutzt und zeige hier ein ausgeprägtes Gespür für Tempo und Timing, wobei die Pointen sitzen. Maximilian Brückner als Chaot Panski und Rosalie Thomass als Kommissarin Winter brillierten in diesem Katz-und-Maus-Spiel, was insgesamt Spaß mache.
Oliver Armknecht vergibt auf film-rezensionen.de 6 von 10 Punkten. Die Dynamik im Dorf bei Mordnacht sei ganz amüsant, wenn sich alle in der Annahme von Gabriels Mord an dem verhassten Immobilienhai um ihn scharten. Dies habe satirische Qualitäten, auch wenn die Bevölkerung dabei gar nicht gut wegkäme. Der Film zeige Biss, so bei der Aufklärung dessen, was vorgefallen ist. Die Figur der Kommissarin Leonie Winter mache Spaß, sie nehme kein Blatt vor den Mund und führe ihren Verdächtigen immer wieder bis an seine Grenzen. Die Frauenfiguren seien bemerkenswert, so sei Gabriels Frau Anna eine nicht minder starke Frau, die sich nehme, was sie wolle. Die Chemie des Duos Brücker und Thomass stimme, so dass es schade wäre, wenn es davon keine weiteren Filme gebe.
Heike Hupertz schreibt in der FAZ: „Szenen aus dem Leben eines armen Tropfs zeigt der ARD-Film ‚Mordnacht‘ nach etwas albernem Einstieg zunehmend tragikomisch, dann detektivisch-amüsant. Ein Mord, eine Kriminalhandlung ist dramatischer Katalysator, anderes fällt öffentlich-rechtlichen Sendern ja selten ein, und zumindest die Zuschauerzahlen geben ihnen recht. Dass dieser Fernsehfilm trotzdem ansehnlich aussieht, liegt an seinen beiden spielfreudigen Hauptdarstellern; an einer Bildsprache, die das ‚Landlust‘-Idyll durchaus scheinheilig abbildet (Kamera Sten Mende), und an der Regie von Friederike Jehn, die der Ermittlungsgeschichte mit speziellem Dreh von Janosch Kosack Tempo und gutes Timing gibt.“

### Einschaltquoten
Die Erstausstrahlung des Films erfolgte am 1. Mai 2024 im Ersten. In Deutschland sahen 5,20 Millionen Zuschauer den Film, was an diesem Tag einem „herausragenden“ Marktanteil von 21,7 % für den Sender entsprach.